# Helena Baudisch

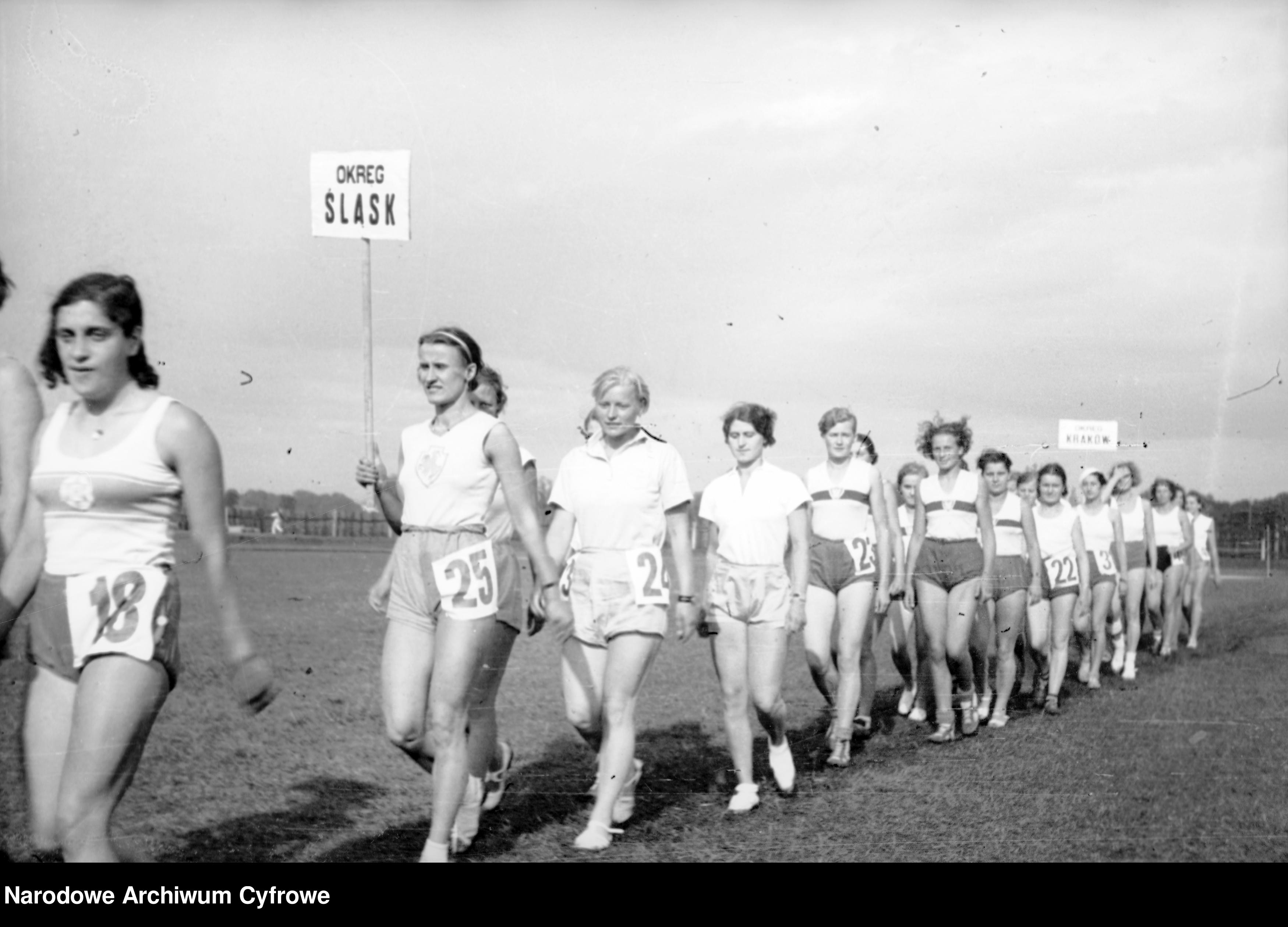
Mistrzostwa Polski Seniorów w Lekkoatletyce Kraków 1935. Helena Rakoczy – czwarta z lewej strony

Helena Baudisch z d. Rakoczy (ur. 3 grudnia 1910 w Gliwicach, zm. 17 czerwca 1989 w Opolu) – polska lekkoatletka. Pięciokrotna medalistka Mistrzostw Polski Seniorów w Lekkoatletyce oraz trzykrotna rekordzistka Polski.

## Życiorys
Córka Aleksandra Rakoczego i Matyldy Rakoczy z d. Duscha. Zawodniczka klubów sportowych Roździeń Szopienice (w latach 1928–1930) i Pogoń Katowice (w latach 1931–1936).
W roku 1939 wyszła za mąż za Leopolda Baudischa. W czasie okupacji mieszkała w Krakowie gdzie razem z mężem brała czynny udział w działalności konspiracyjnej. Była żołnierzem Związku Walki Zbrojnej i Armii Krajowej w ramach organizacyjnych "Ubezpieczalni" i Inspektoratu "Maria". W początkowym okresie zajmowała się kolportowaniem ulotek pisanych i wydawanych w swoim mieszkaniu w Krakowie przy ul. Kordeckiego. W roku 1940 aresztowana przez Gestapo i osadzona w więzieniu na Montelupich w Krakowie, w którym przebywała od stycznia 1940 do sierpnia 1940. Po wyjściu z więzienia działała jako łączniczka w ramach "Ubezpieczalni" w Krakowie głównie przy mężu Leopoldzie, który należał do Sztabu Szefostwa Produkcji Konspiracyjnej Broni "Ubezpieczalnia". Brała też udział w produkcji granatów oraz ich transporcie. Na skutek zagrożenia aresztowaniem w kwietniu 1944  wraz z mężem i trójką małych dzieci zostaje ulokowana w Lasach Chroberskich na terenie Inspektoratu "Maria", gdzie jej mąż zostaje przeniesiony na stanowisko oficera broni w sztabie Inspektoratu
Po wojnie wraz z mężem zamieszkała w Opolu. Mieli czworo dzieci: Antonina (1941–1985), Maciej (1942–2021), Jacek (1942–2021) i Michał (1945–2020).

## Osiągnięcia[1]
- 1. miejsce na dystansie 4 × 200 m (Mistrzostwa Polski Seniorów w Lekkoatletyce 1928)
- 2. miejsce na dystansie 4 × 100 m (Mistrzostwa Polski Seniorów w Lekkoatletyce 1929)
- 2. miejsce w biegu na 80 m przez płotki (Mistrzostwa Polski Seniorów w Lekkoatletyce 1930)
- 3. miejsce na dystansie 4 × 100 m (Mistrzostwa Polski Seniorów w Lekkoatletyce 1934)
- 3. miejsce na dystansie 4 × 200 m (Mistrzostwa Polski Seniorów w Lekkoatletyce 1934)

## Rekordy życiowe[1]
| Konkurencja               | Data i miejsce            | wynik    |
| ------------------------- | ------------------------- | -------- |
| bieg na 100 m             | 24.08.1930 Katowice       | 13,8 s   |
| bieg na 200 m             | 05.10.1930 Królewska Huta | 31,0 s   |
| bieg na 80 m przez płotki | 27.07.1930 Bydgoszcz      | 13,9 s   |
| skok w dal                | 18.05.1930 Katowice       | 4,70 m   |
| skok wzwyż                | 28.06.1930 Królewska Huta | 1,32 m   |
| rzut dyskiem              | 10.06.1934 Czeladź        | 29,63 m  |
| rzut oszczepem            | 08.05.1932 Katowice       | 27,49 m  |
| 3-bój                     | 24.08.1930 Katowice       | 117      |
| 5-bój                     | 05.10.1930 Królewska Huta | 2 737,05 |